# Санту-Андре-ди-Пояриш
Са́нту-Андре́-ди-Поя́риш (порт. Santo André de Poiares) — населённый пункт и район в Португалии, входит в округ Коимбра. Является составной частью муниципалитета Вила-Нова-ди-Пояриш. Находится в составе крупной городской агломерации Большая Коимбра. По старому административному делению входил в провинцию Бейра-Литорал. Входит в экономико-статистический субрегион Пиньял-Интериор-Норте, который входит в Центральный регион. Население составляет 3728 человек на 2001 год. Занимает площадь 27,80 км².
Покровителем района считается Андрей Первозванный (порт. Santo André).